# Campeonato Mundial de Boxeo Aficionado Femenino de 2001
El I Campeonato Mundial de Boxeo, en categoría femenina, se celebró en Scranton, Pennsylvania  (Estados Unidos) entre los días 21 y 27 de octubre de 2001, bajo la organización de la Asociación Internacional de Boxeo Amateur (AIBA).

## Resultados
| Peso    | Oro                           | Plata                         | Bronce                      | Bronce                             |
| 45 kg   | Yelena Sabitova · Rusia       | Maria Norozenik · Hungría     | Camelia Negrea · Rumania    | Kim Peturson · Canadá              |
| 48 kg   | Hülya Sabin Turquía           | Mary Kom India                | Jamie Behl · Canadá         | Carina Moreno Estados Unidos       |
| 51 kg   | Simona Galassi · Italia       | Tammy DeLaforest · Canadá     | Katrin Enoksson · Suecia    | Diana Ungureanu · Rumania          |
| 54 kg   | Yelena Karpecheva · Rusia     | Audrey Garcia Francia         | Wendy Broad · Canadá        | Renate Medby · Noruega             |
| 57 kg   | Zhang Maomao China            | Henriette Birkeland · Noruega | Jeannine Garside · Canadá   | Alexandra Matheus Dinamarca        |
| 60 kg   | Crystelle Samson · Canadá     | Tatyana Chalaya · Rusia       | Teuta Cuni · Suecia         | Amber Gideon Estados Unidos        |
| 63.5 kg | Frida Wallberg · Suecia       | Myriam Lamare Francia         | Cristina Cerpi · Italia     | Donna Mancuso · Canadá             |
| 67 kg   | Irina Sinetskaya · Rusia      | Natalie Brown Jamaica         | Melanie Horne Nueva Zelanda | Tristan Whiston · Canadá           |
| 71 kg   | Ivett Pruzsinszky · Hungría   | Natalya Kolpakova · Rusia     | Nurcan Çarkçı Turquía       | Irina Smirnova Moldavia            |
| 75 kg   | Anna Laurell · Suecia         | Anita Ducza · Hungría         | Svetlana Andreyeva · Rusia  | Guo Shuai China                    |
| 81 kg   | Olga Domouladzhanova · Rusia  | Viktoria Kovacs · Hungría     | Tanya Fowler · Canadá       | Faye Jacobs-Hollins Estados Unidos |
| 90 kg   | Devonne Canady Estados Unidos | Mária Kovács · Hungría        | Maria Reingard · Rusia      | Selma Yağci Turquía                |